# Södertälje rådhus
Södertälje rådhus är en historisk förvaltningsbyggnad i stadskärnan av Södertälje i Södermanland och Stockholms län. Rådhuset är den äldsta icke-kyrkliga byggnaden i staden. Den har historiskt använts både av Södertäljes stadsförvaltning, men även som gästgiveri och i modern tid för konstverksamhet och restaurang/café.

## Bakgrund
Södertäljes tidigare rådhus hade uppförts efter stadsbranden 1650, och låg på torgets södra sida. Detta kom att brännas ner i samband med Rysshärjningarna i juni 1719. Insamling till nytt rådhus gjordes bland borgarna, och även staten tillstötte medel.

### Rådhuset uppförs

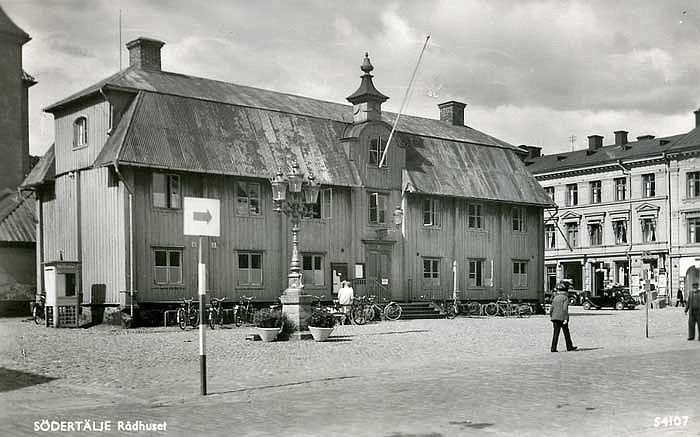
Rådhuset på äldre vykort

Ritningar för ett nytt rådhus godkändes av landshövdingen i mars 1732, och byggnaden uppfördes 1732-1734. Det hade ursprungligen endast en våning, men kom att byggas på till två våningsplan 1758. Omkring slutet av 1700-talet eller början av 1800-talet fodrades fasaden med trä och målades gul.

### Gästgiveri och stadskällare
Fram till 1826 användes byggnaden både som rådhus och gästgiveri. Rådhusrätt och magistrat disponerade övervåningen, med stadskällaren i bottenvåningen.
1826 flyttade de styrande magistraten till den tidigare lasarettsbyggnaden på Orionkullen, och 1844 flyttade även rådhusrätten. Därefter brukades byggnaden endast som gästgiveri under en period.
En utbyggnad med solennitetssal på baksidan uppfördes, troligen under 1840-talet. Den användes för teatrar och festligheter som baler för stadens borgerskap. Efter att Södertälje stadshotell öppnade 1888 kom gästgiveriets betydelse att minska, och efter att diligensverksamheten lade ner 1895 reducerades den ytterligare.

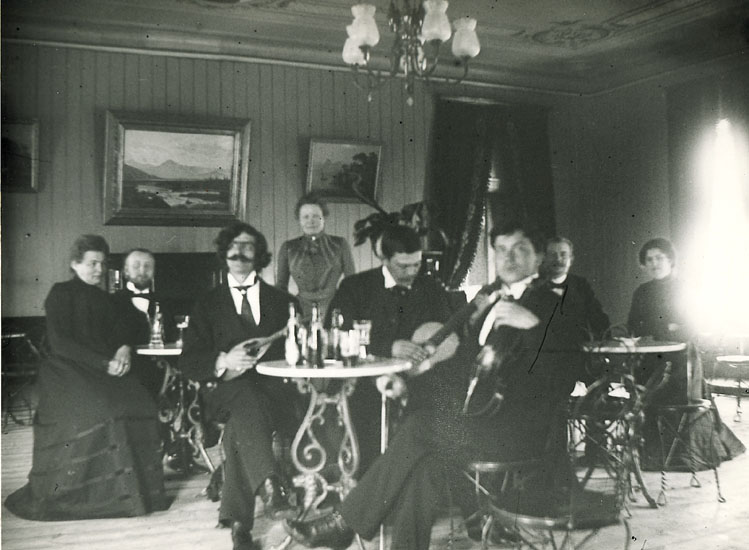
Stadskällaren i Södertälje rådhus, tidigt 1900-tal
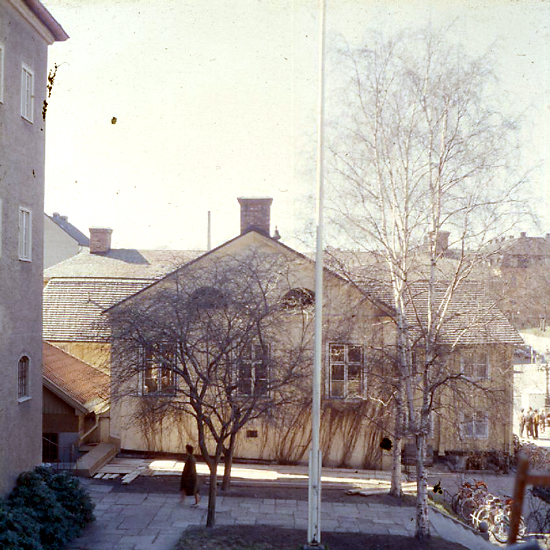
Utbyggnad på rådhusets baksida
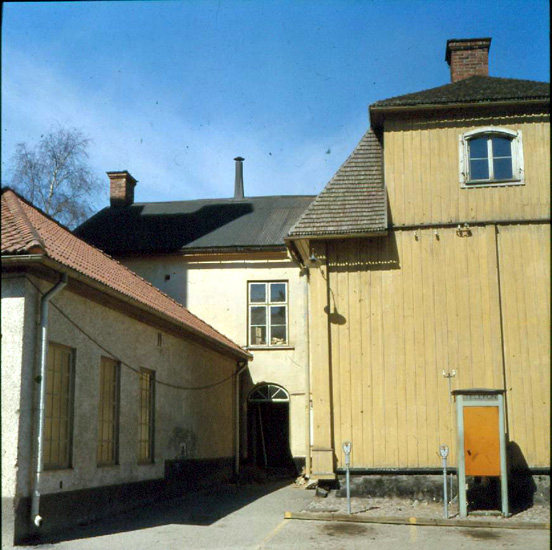
Utbyggnad på rådhusets baksida
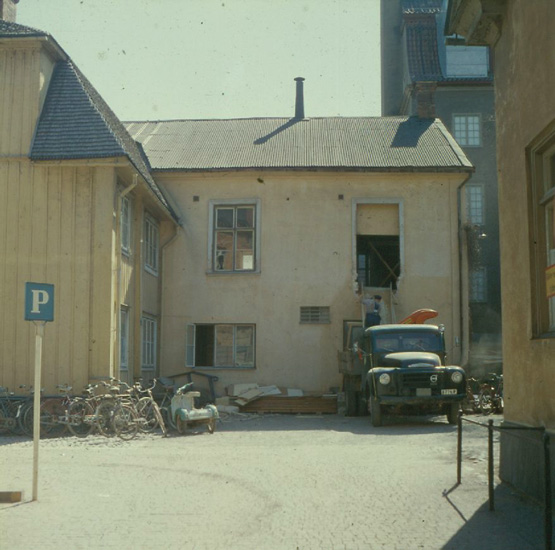
Utbyggnad på rådhusets baksida

### Magistrat och rådhusrätt flyttar tillbaka
1907 flyttade magistrat och rådhusrätt åter tillbaka från Orionkullen och disponerade därefter hela byggnaden. De styrande i staden började tidigt att planera för nyutbyggnad för att inrymma den större stadsadministrationen. Ritningar för flyglar på rådhusets baksida utmed både Gästgivaregatan och Jovisgatan gjordes, men endast flygeln mot Gästgivaregatan kom att uppföras.
1921 flyttade verksamheterna in i flygelbyggnaden som uppförts bakom rådhuset, mot Gästgivaregatan. Rådhusflygeln ritades av Isak Gustaf Clason. Rådhusets lokaler kom därefter att användas av olika kommunala nämnder.
Från slutet av 1950-talet flyttade Södertälje konstförening in på rådhusets övervåning, och har disponerat lokalerna sedan dess.

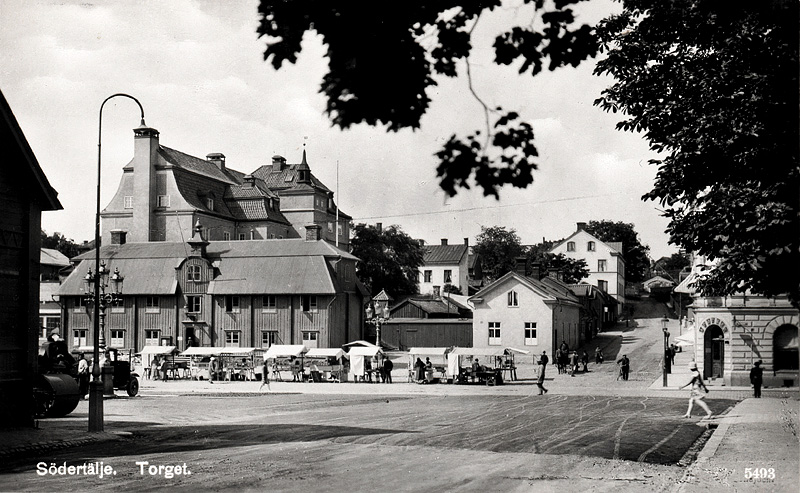
Stora Torget med Rådhuset och Rådhusflygeln
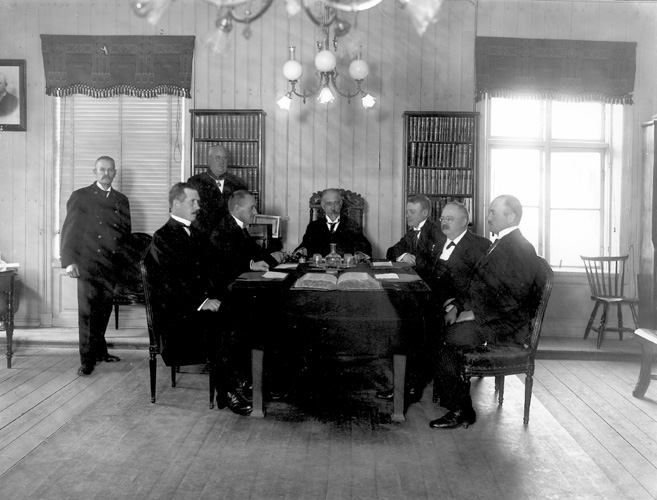
Rådhussalen, borgmästare Jakob Pettersson vid bordsänden
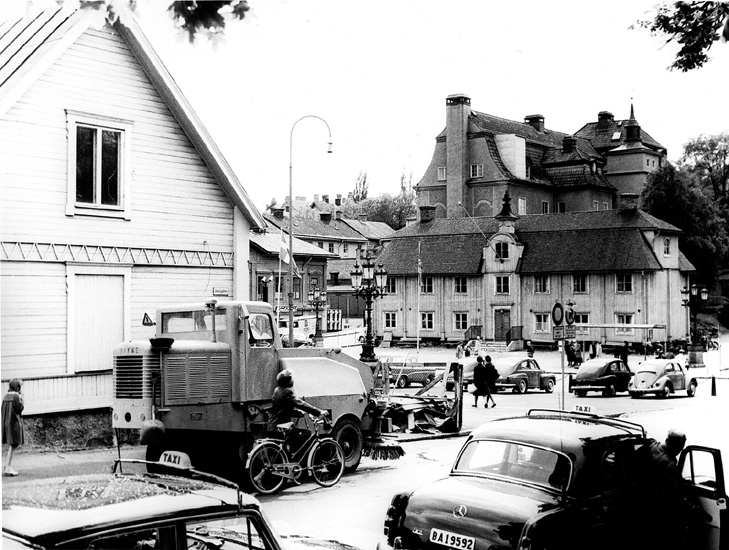
Stora Torget med Rådhuset och Rådhusflygeln från kyrkogården
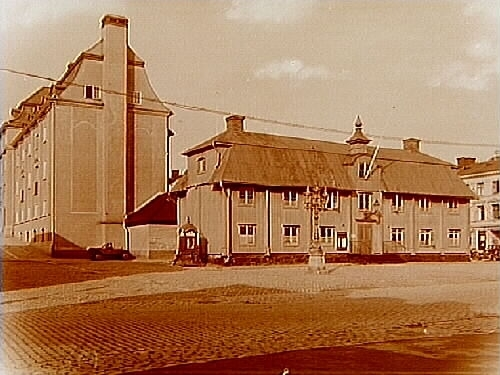
Södertälje rådhus med rådhusflygeln 1935

### Flytt till Västra Kanalgatan
I samband med citysaneringen av Södertäljes stadskärna flyttades rådhuset till en tillfällig uppställningsplats på Västra Kanalgatan i november 1962. På platsen där det gamla rådhuset tidigare stod uppfördes Södertälje tingshus och stod klart 1965. Rådhusflygeln revs helt för att ge plats åt tingshuset.

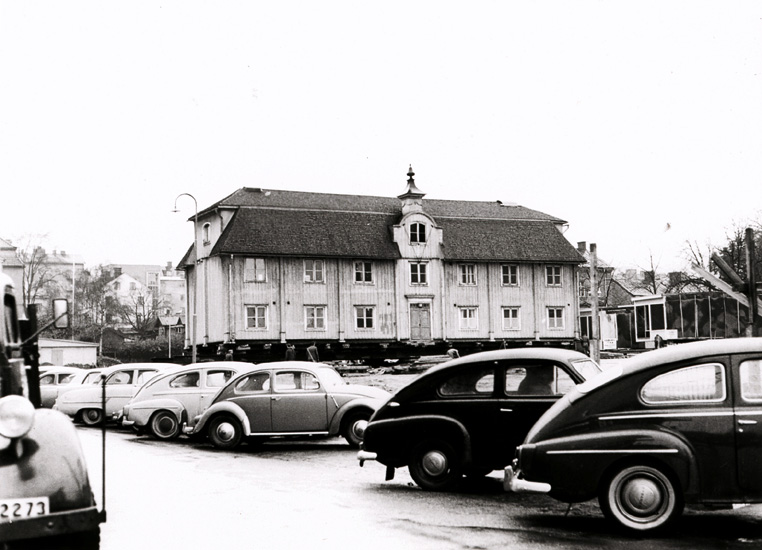
Rådhuset under flytt över torget 1962
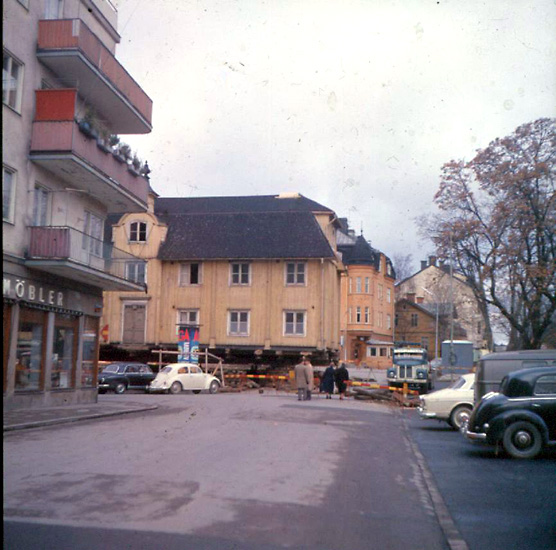
Flytt till Västra Kanalgatan 1962
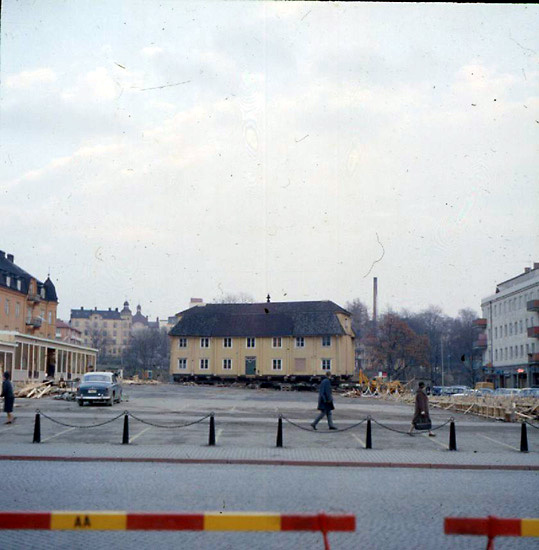
Tillfällig plats på östra sidan av Stora Torget 1963
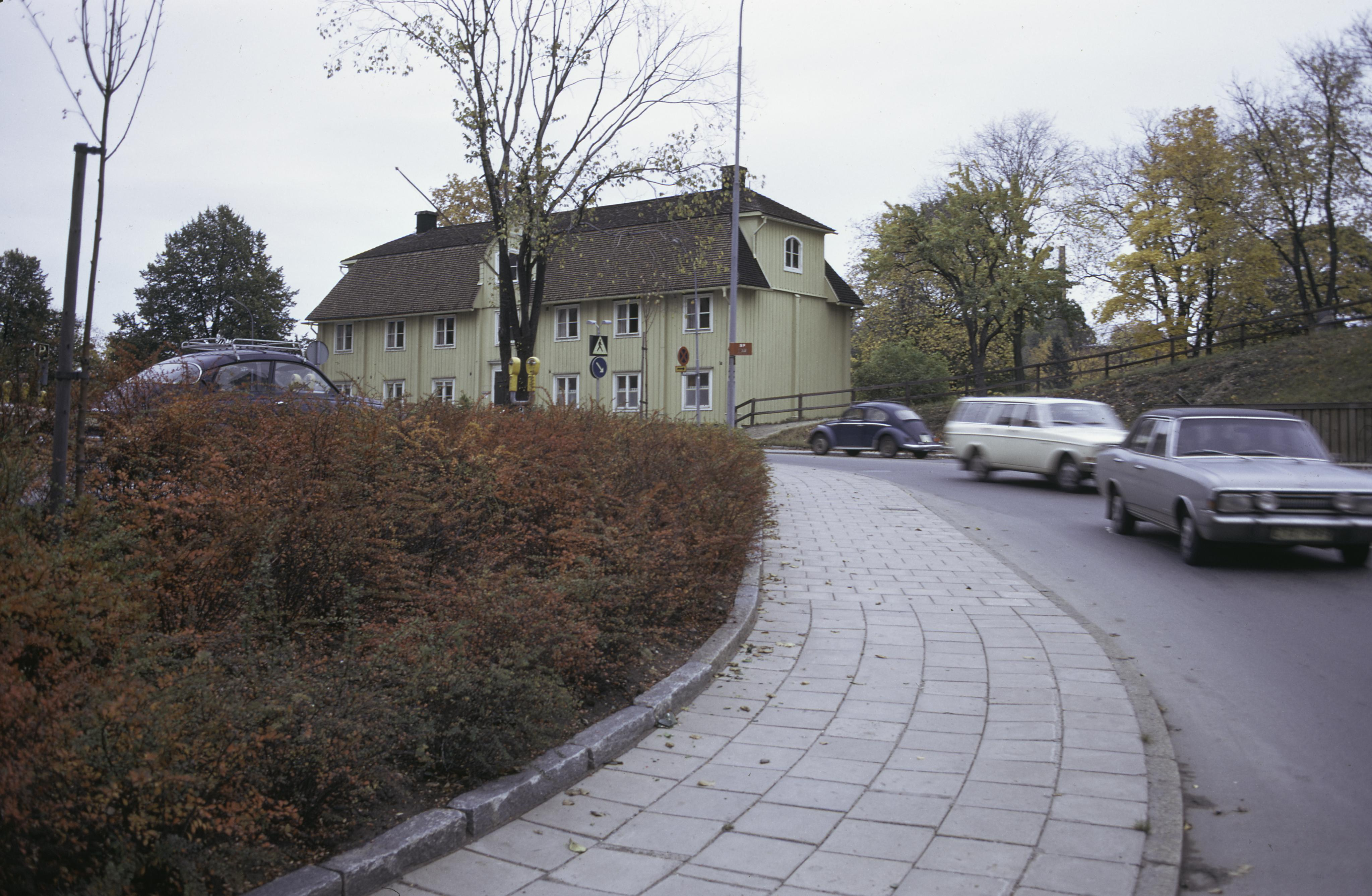
Rådhuset på Västra Kanalgatan 1971

### Återflytt till Stora Torget
Rådhuset flyttades tillbaka till Stora Torget i augusti 1982, men fick nu en placering på torgets östra sida. Vid återflyttningen renoverades byggnaden exteriört, placerades på en högre sockel och fick en dubbeltrappa till entrén. Interiört återställdes planlösning och snickerier från 1800-talet.
Det södra rummet på nedre plan är inrett som rådhussal med möbler från tiden då byggnaden disponerades av rådhusrätten. I rummet genomförs bland annat borgerliga vigslar.

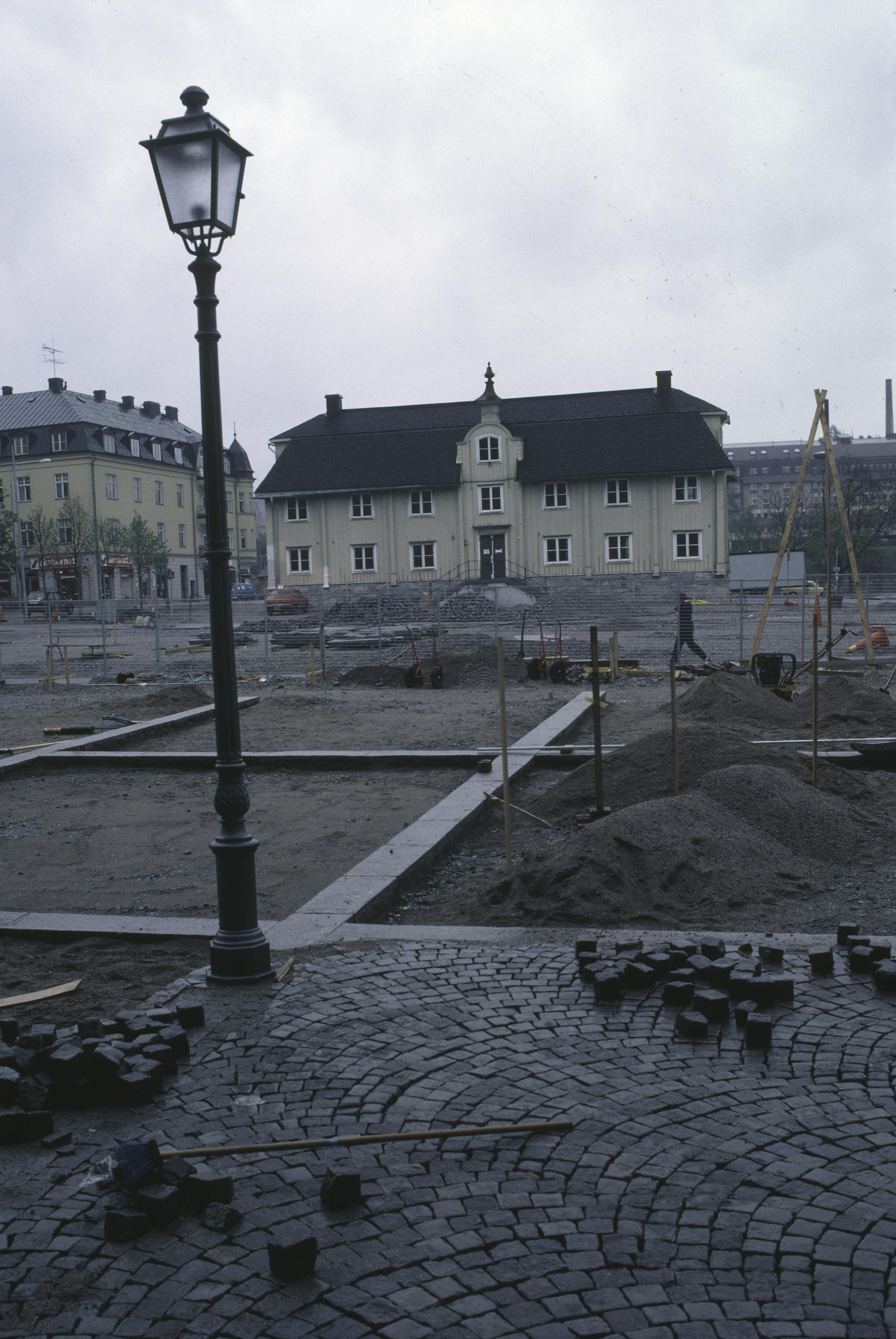
Sättning av gatsten efter att rådhuset flyttats tillbaka till Stora Torget 1983
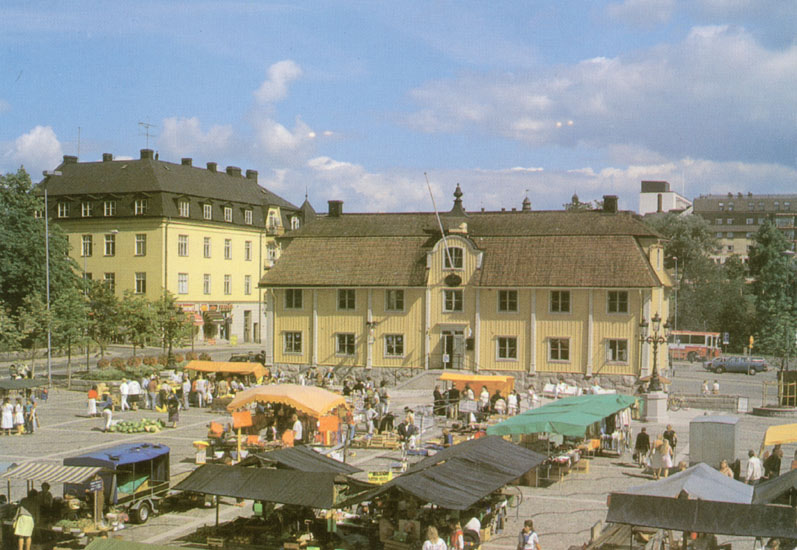
Rådhuset efter återflytt till Stora Torget
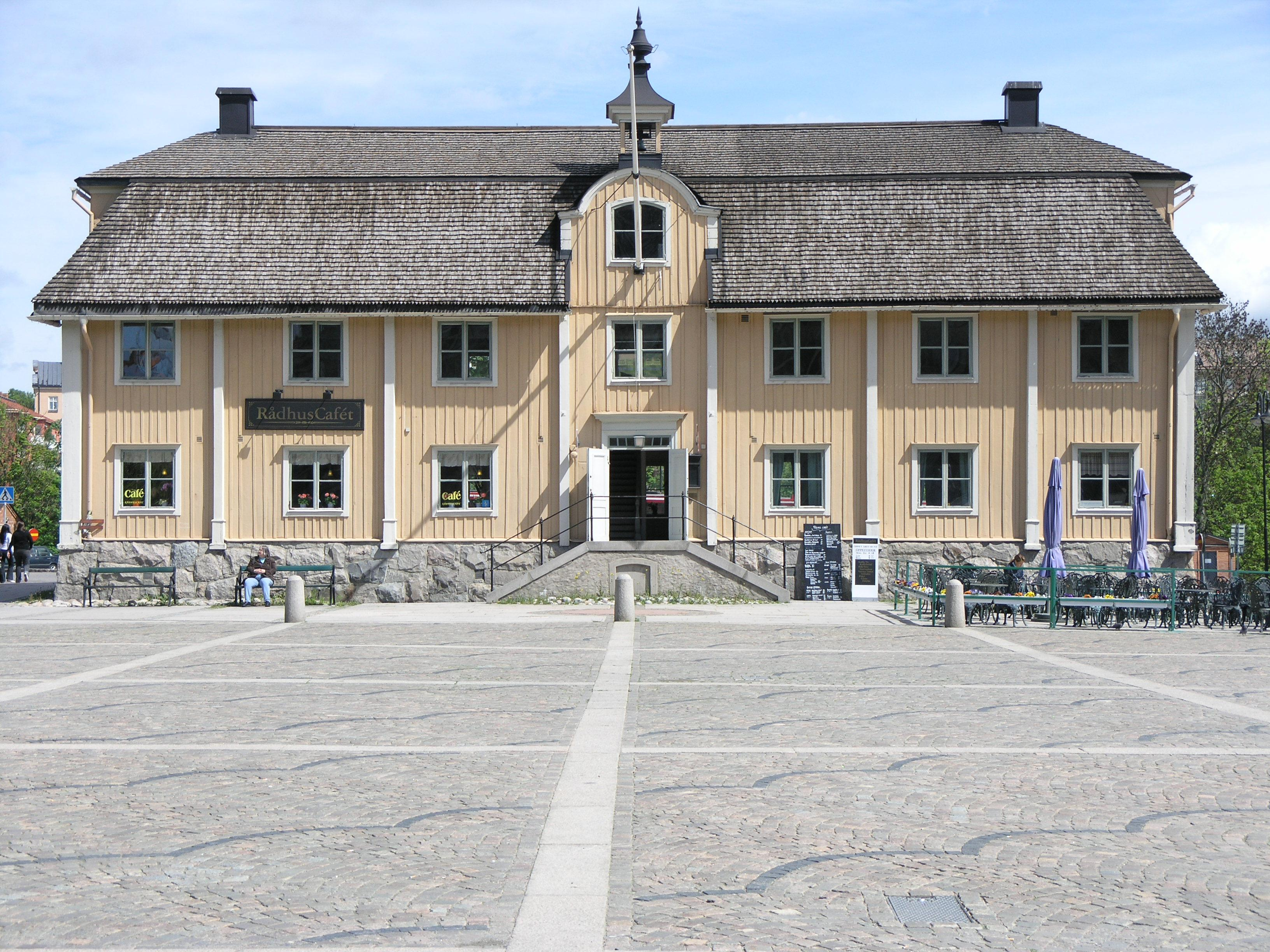
Rådhuset 2005
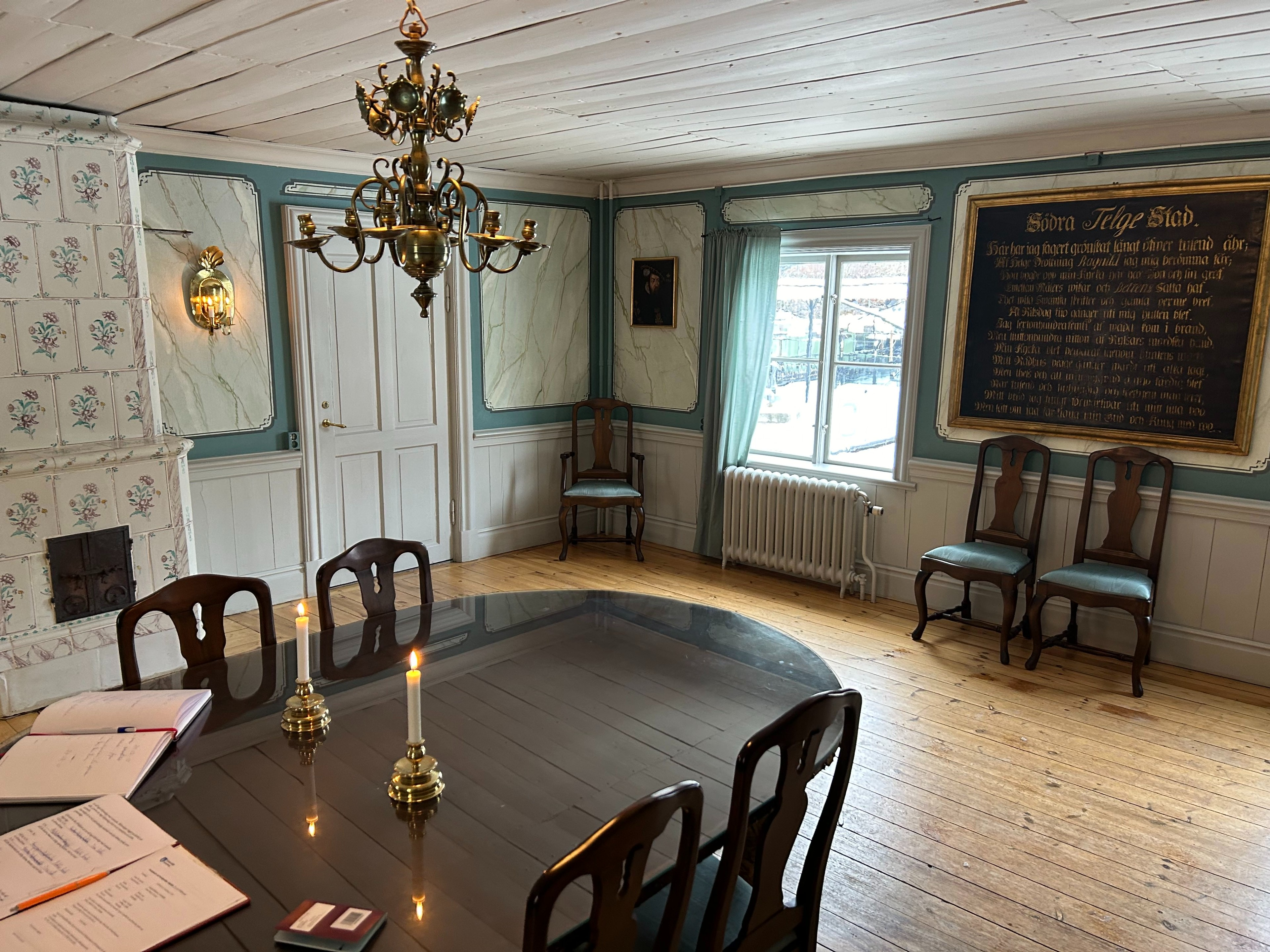
Rådhussalen 2024